# Bertha Valerius
Aurora Valeria Albertina Bertha Valerius (21 de enero de 1824, Estocolmo – 24 de marzo de 1895, Estocolmo) fue una fotógrafa y pintora sueca, hija de Johan David Valerius, y Kristina Aurora Ingell.
Estudió arte en la Real Academia de Bellas Artes de Suecia y más tarde en Düsseldorf, Dresde, y París. A su regreso, comenzó a pintar retratos. En 1860 acompañó a su hermana y a la cantante Kristina Nilsson, durante sus estudios en París como carabina. Durante su segunda estancia en París,  estudió  fotografía, y a su regreso,  abrió su propio estudio fotográfico. En 1863, fue considerada como uno de los fotógrafos más destacados de Estocolmo.
En 1864 fue nombrada retratista oficial de la Corte Real. Fue premiada con una exposición en Kungsträdgården en 1866. A mediados de la década de 1870, cerró su estudio y se dedicó exclusivamente a la pintura, donde también alcanzó gran éxito.
Estuvo involucrada en numerosas causas caritativas y, aunque no era rica, donó más de 150.000 coronas para los más necesitados a lo largo de su carrera.